# Lerup Kirke
Lerup Kirke ligger i Lerup Sogn i det tidligere Øster Han Herred, Hjørring Amt, nu Jammerbugt Kommune i Vendsyssel. Kirken var viet til Vor Frue i middelalderen, og stedet havde betydning i forbindelse med store markeder. Kor og skib er opført i romansk tid af fint tilhugne granitkvadre over skråkantsokkel. Den romanske syddør er retkantet afsluttet og er stadig i brug, norddøren er tilmuret men anes under de nyere vinduer. To af korets romanske vinduer er stadig i brug. Tårnet er opført af genanvendte kvadre og munkesten samt en del kamp i sengotisk tid, våbenhuset er af nyere dato.
Den runde korbue med skråkantede kragsten er bevaret, men noget udvidet. Skibets vestende har fladt bjælkeloft, skibets østende og koret har sengotiske hvælv. Altertavlen er fra anden halvdel af 1600-tallet, tavlen blev stafferet i 1700-tallet på bekostning af Hans Rudolf Grabow til Bratskov og hustru Øllegård Rantzau, hvis våben ses i topstykket. Prædikestolen er fra begyndelsen af 1700-tallet. I korets nordvæg ses en gravsten over præsten Joh. Hornemann (død 1697).
I skibets hvælv ses kalkmalede våben omgivet af rankeværk, i rankeværket ses fugle. Kalkmalerierne dateres til første halvdel af 1500-tallet. Kalkmalerierne har en vis lighed med kalkmalerierne i den nærliggende Torslev Kirke, der har hørt under ejeren til Kokkedal. Kalkmalerierne i Lerup nævnes i De danske kirker (1970) og Saxtorph nævner i 1997, at de blev afrenset i 1977, det må derfor antages, at kalkmalerierne i Lerup har stået fremme et stykke tid.
I skibets 1. fag i østkappen mod nord ses våben for Gøye, mod syd ses våben for Banner. Disse to våben er formodentlig anevåben for rigsmarsk Erik Eriksen Banner (1484-1554), Erik Banners mor var Karen Stensdatter Gøye og faderen var Erik Andersen Banner til Asdal og Kokkedal. I nordkappen mod øst ses våben for Rosenkrantz. I Danske kalkmalerier (1997) tolker Niels Matthias Saxtorph dette våben som et våben for Friis. Friis af Haraldskær havde et våben lig dette, men våbenet for Rosenkrantz havde også en skrå sort-hvid tern i blåt og rødt før 1524, efter 1524 blev der tilføjet to løver. Da der ikke er direkte familiære forbindelser til Friis, må våbenet tolkes som en Rosenkrantz, der knyttes til Mette Nielsdatter, som var Erik Banners 1.hustru, hendes far var Niels Eriksen Rosenkrantz til Bjørnholm, han døde i 1516.
Den romanske døbefont af granit har primitive figurer, hvis betydning er uvis (Mackeprang 182). Kummen er udsmykket med en tovsnoning øverst og derunder nedadvendte tunger over en figurfrise. Til højre for en løvelignende figur ses en mur, der kan opfattes som en skillellinje. Læser man fontens kumme venstre om fra muren, ser man først en løve, en svært tolkelig figur, dernæst en slange over en taglignende konstruktion, Korsfæstelsen, en liggende figur, en stående figur, en fugl og en stående figur med sværd foran et kors.

## Eksterne kilder og henvisninger
- Wikimedia Commons har flere filer relateret til Lerup Kirke
- Efter Nordenskirker.dk Arkiveret 14. september 2011 hos  Wayback Machine (tilladelse fra Hideko Bondesen)